# المدر (المهرة)

تعديل مصدري - تعديل

المدر هي إحدى قرى مديرية منعر التابعة لمحافظة المهرة، بلغ تعداد سكانها 140 نسمة حسب تعداد اليمن لعام 2004.